# Васьково (Сокольский район)
Васьково — деревня в Сокольском районе Вологодской области.
Входит в состав Чучковского сельского поселения, с точки зрения административно-территориального деления — в Чучковский сельсовет. Расположена к северу от автодороги А123.
Расстояние по автодороге до районного центра Сокола — 85 км, до центра муниципального образования Чучкова — 4 км. Ближайшие населённые пункты — Малахово, Большое Петраково, Билино, Большое Залесье, Иваново, Малое Залесье, Никольское, Павлово.
По переписи 2002 года население — 1 человек.